# Cratere Auce
Auce  è un cratere sulla superficie di Marte.